# Tom Willett
Thomas Willett (Chenault, Kentucky, EE. UU., 1938) es un actor, productor discográfico, músico y youtuber estadounidense. Es conocido principales por interpretar personajes secundarios y sin guion, como Tom en el sitcom Dear John. Actualmente dirige un canal de YouTube llamado Featureman.

## Carrera
En abril de 1956, a sus 17 años, Willett se mudó a Los Ángeles. Producía música country por las tardes y trabajaba en un almacén de muebles por el día. Su productora se llamaba Freeway Records y publicaba música de artistas como Greg Penny y de Willett mismo, bajo el nombre de Herman Schmerdley. Una de sus canciones, titulada Mona Lisa tuvo un éxito moderado y le permitió a Willett actuar en espectáculos como The Gong Show. Durante varios años Willett produjo canciones "country" bajo su pseudónimo, hasta que el mercado para su género disminuyó.
Tras su carrera como productor, Willett estuvo de gira durante algún tiempo, tocando en establecimientos del sur de Estados Unidos. En 1962, Willett se mudó a Las Vegas, donde escribió material para actuaciones de comedia y canciones para nuevos artistas como Roy Clark.
Tras un tiempo trabajando como "disc jockey" en la radio KENO, Willett buscó pequeños trabajos como extra en películas y series de televisión.. Consiguió roles en películas como Rafferty and the Gold Dust Twins o Melvin y Howard, y en series como Happy Days, The Drew Carey Show o Dear John.
Willett dice haber tenido más de ochocientos trabajos frente a las cámaras, entre ellos más de cien películas de cine, ochenta películas de televisión y más de 145 programas de televisión, la gran mayoría sin créditos ni guion.

## Trayectoria en YouTube
Willett creó su canal de YouTube, llamado Featureman, en 2006. En 2012 obtuvo cierta viralidad gracias a un vídeo suyo titulado "Cómo comer una sandía". Su canal trata principalmente de reseñas de comida barata y canciones escritas por él. A fecha de 5 de noviembre de 2023, su canal cuenta con 386.000 suscriptores. Tiene un canal secundario donde sube vídeos con consejos para invertir en bolsa.

## Problemas legales
En la década de 1970, Tom Willett fue condenado en Nevada a tres sentencias de vida en la cárcel por pederastia ("el infame crimen contra la naturaleza"), aunque fue puesto en libertad condicional. Sin embargo, en 1978 recurrió la sentencia con éxito al Tribunal Supremo de Nevada y fue liberado. En abril de 2023 habló del tema en un vídeo que después eliminó debido a la polémica generada.